# レングスドルフ
レングスドルフ (独: Rengsdorf)はドイツ連邦共和国 ラインラント＝プファルツ州ノイヴィート郡にある町村。ヴェスターヴァルト山地にあり、ノイヴィートの北約10kmに位置する。
レングスドルフ連合自治体 (独: Verbandsgemeinde Rengsdorf) の行政庁所在地でもある。